# David Daniels (contratenor)
David Daniels (Spartanburg, 12 maart 1966) is een Amerikaans contratenor.

## Leven en werk
Daniels is de zoon van twee zingende ouders en studeerde aan het Cincinnati Conservatory of Music. Hij begon aanvankelijk als tenor maar veranderde later naar de stemsoort van de contratenor, tijdens zijn studies aan de Universiteit van Michigan. Ook de contratenor Bejun Mehta veranderde naar deze stemsoort, juist nadat hij een artikel over Daniels had gelezen.
Hij debuteerde in 1992. In 1999 trad hij voor het eerst op in de Metropolitan Opera, in de rol van Sesto in Giulio Cesare. In de jaren erna trad hij veelvuldig op in operahuizen in de hele wereld.
Naast opera zingt hij ook regelmatig in liedrecitals, zelfs met repertoire dat niet direct geschreven is voor zijn stemsoort.